# Rimski vojni logor u Humcu
Rimski vojni logor u Humcu nalazio se na području današnjeg naselja Humac pokraj Ljubuškoga na lokalitetu Gračine. Lokalitet na kojem se logor nalazio površine je oko 4 hektara, a sam logor se prostirao na površini od oko 1,5 hektara. Bio je ograđen kamenim bedemom širokim oko 0,9 m, dugim 140 m u pravcu sjever-jug i 110 m u pravcu istok-zapad.

## Povijest logora
U vrijeme Cezara Narona je postala vojna baza u ratu protiv Delmata. Nedaleko od nje (negdje u dolini Trebižata), uništeno je 44. pr. Kr. i pet rimskih kohorti (App. III. 13). Vrlo je vjerojatno da je u to je vrijeme, bio sagrađen i logor na Humcu, a u svrhu zaštite Narone čije su utvrde pojačane u isto vrijeme. Logor se prvi put spominje u (prvom) pismu Cezarova vojvode Vatinija govorniku i državniku Ciceronu od 11. srpnja 45. (ex castris Narona). To je jedini pisani spomen vojnog logora u donjoj Neretvi. Da bi se spriječio prodor neprijatelja prema dolini Trebižata, osim ovog logora, na okolnim brdima oko Ljubuškoga bilo je sagrađeno nekoliko manjih utvrda (Gornji Radišići, Tihaljina, Posuški Gradac,...)
Kao najstarija moguća godina nastanka logora navodi se 14. godina kada je car Tiberije u okolicu Ljubuškog doveo veterane VII. legije koja je imala logor u Tilurijumu (Gardun kod Trilja). Najstariji materijalni dokazi o postojanju logora su pronađene tegule sa žigom Q. C. P. PANSIANA, a datiraju iz oko 43./42. pr. Kr. Logor je napušten negdje između II. i III. stoljeća.

## Istraživanja
Na određenim parcelama, koje su do četrdesetih godina 20. stoljeća obrađivali mještani Hardomilja, nalazilo se dosta ulomaka crijepa i keramike kao i klesana i neobrađena kamena što je zabilježeno u jednom hercegovačkom shematizmu: "In loco Gradčine plurimi existunt lapides perita manu elaborati, tum eggeres, aedificiorum divisiones, lateres, imbrices atque tegulae magna in copia". O ostacima pisali su i drugi autori (Alačević 1878.,  Hoernes 1880., Patsch 1897.). Godine 1937. lokalitet je posjetio njemački povjesničar Ulrich Kahrstedt koji je dao najdetaljnije izvješće o ostatcima objekta koji je tom prigodom nazvao logorom. Izmjerio je i ostatke zidova u dužini 108×70 m te je pronašao jarke s iskopinama i napisao da je iskopavanje 30 godina ranije obavio Carl Patsch, o čijim iskopavanjima nema pisanih tragova. Arheolog Dimitrije Sergejevski u svom istraživanju Gračina 1950-ih navodi da se radi o najstarijem i najvećem vojnom logoru u BiH, koji je sagrađen mnogo prije cara Augusta. Mnogi drugi znanstvenici zastupali su tezu o vojnom taboru na Gračinama (C. Patsch, G. Alföldy, J. J. Wilkes, E. Pašalić, M. Zaninović, V. Paškvalin, M. Sanader). Prema Mommsenu, vojni tabor se zvao Bigeste.
Godine 1976. vršena je modernizacija ceste Ljubuški – Vrgorac. Za vrijeme radova na predjelu Gračine, uklanjanjem gomila i zemljanih nasipa, ukazali su
se ostaci temelja zidova. Tadašnji kustos arheološke zbirke u Franjevačkom samostanu Humac fra Bonicije Rupčić napravio je manje iskopavanje kojim je otkrivena prostorija (8,9×7,45 m) s mozaikom i podzemnim grijanjem. Zavod za zaštitu spomenika kulture BiH organizirao je tada arheološko istraživanje na lokalitetu Gračine na Humcu kod Ljubuškoga u razdoblju od 1977. do 1980. Voditelji projekta bili su dr. Ivo Bojanovski i Vukosava Atanacković–Salčić. Objavljeno je nekoliko priopćenja, ali ne i cjeloviti rezultati projekta. U tri godine istraženo je oko 2500 m2, što je šestina kompleksa (prema I. Bojanovskom). Iskopane su četiri građevine, od kojih su dvije istražene u cjelini, a dvije tek djelomice. Najbolje je očuvana središnja zgrada, površine 550 metara2 s podnim grijanjem, s podnicom od crno-bijelog mozaika s interijerom u fresko tehnici.
Do sada je na Gračinama iskopano 7120 predmeta: 3202 kockice mozaika, 2058 keramičkih ulomaka, 585 staklenih ulomaka, 366 brončanih artefakata, 334 čavla, 187 predmeta od željeza, 75 primjeraka novca, 27 svjetiljki (od toga 7 s radioničkim pečatom), 26 fibula, 15 crijepova s pečatom te drugi materijali. Nalazi su najvećim dijelom predati u Zemaljski muzej u Sarajevu, te u Muzej Franjevačkog samostana u Humcu, i manji dio u Muzej Hercegovine u Mostaru.

## Zaštita i stanje lokaliteta
Temeljem prijedloga Zavoda za zaštitu spomenika kulture BiH u Sarajevu lokalitet Gračine prvi put je zaštićen odlukom Skupštine općine Ljubuški od 10. listopada 1977., kada je uvršten pod posebnu zaštitu. Odlukom povjerenstva za očuvanje nacionalnih spomenika BiH od 8. listopada 2003. lokalitet je proglašen nacionalnim spomenikom Bosne i Hercegovine. Lokalitet je danas zapušten i nezaštićen, a dio je nepovratno izgubljen zbog građevinskih radova u neposrednoj blizini.

## Vanjske poveznice
- Rimski kompleks Gračine Hercegovački arheološki portal (objavljeno 3. listopada 2013., pristupljeno 26. veljače 2017.)